# 계미동경소진첩
계미동경소진첩(癸未同庚小眞帖)은 1703년(숙종 29) 계미년(癸未年)에 태어난 7명의 동갑들이 만든 동경계첩(同庚契帖)이다.  2010년 6월 17일 서울특별시의 유형문화재 제308호로 지정되었다.

## 개요
이 화첩을 펼치면 오른쪽 면은 비어 있고 왼쪽 면에 참판 이익진(李翼鎭, 1703~?), 판서 조영진(趙榮鎭, 1703~1775), 참판 이규채(李奎采, 1703~?), 영의정 한익모(韓翼謨, 1703~?), 부사 송진흠(宋晉欽, 1703~?), 영의정 신만(申晩, 1703~1765), 유언술(兪彦述, 1703~1773) 일곱 명의 반신 초상화가 차례로 각각 그려져 있다. 이어서 이들이 69세이던 1771년(영조 47) 10월 상순에 유언술이 쓴 서문이 4면에 걸쳐 있다. 화면 우측 상단에 ‘참판이공휘익진(參判李公諱翼鎭)’이란 식으로 화상(畵像) 주인공의 관직과 성명을 썼는데 맨 마지막의 초상에는 아무런 기록이 없다. 그렇지만 서문을 쓴 유언술도 1703년생이므로 맨 마지막 초상화를 그의 것으로 생각된다.
유언술의 서문에 의하면 15명의 동갑내기들이 43세가 되던 을축년(1745년)에 처음으로 동경첩을 만들었다고 한다. 그 후 벼슬살이 등으로 세상일에 바쁘게 지내다보니 십 수년이 흘러 7명이 세상을 뜨고 8명이 남게 되었다는 것이다. 이들은 소상(小像)을 만들어 작첩(作帖)하기로 했는데 화첩이 완성되기도 전에 또 3명이 세상을 떠서 서문을 쓴 1771년 당시에는 다섯 명만이 생존해 있었다고 한다. 이익진은 1773년까지도 《승정원일기》에서 이름을 찾을 수 있고, 한익모는 1772년 영의정에 올라 지중추부사 조영진, 유언술과 함께 그해 기로소에 들어가 기로당상이 되었다. 따라서 1771년 당시에 이익진, 한익모, 조영진, 유언술 등이 생존해 있었음을 알 수 있다. 신만은 1765년 3월 30일에 사망했으므로 이 화첩은 그 이전부터 제작되기 시작된 것으로 추정된다.
녹색의 무늬 없는 비단 표지에는 흰색 비단 위에 “계미동경소진첩(癸未同庚小眞帖)”이라는 표제를 썼다. 화면의 가장자리는 감색 비단으로 둘렀는데 18세기의 서화첩 장황 형식을 잘 보여준다. 표지를 포함한 장황은 개장의 흔적없이 원래의 상태를 보여주며 그림도 바탕의 손상이나 채색의 변화 없이 보관상태가 매우 양호하다.
초상화는 녹색(이익진, 송진흠) 혹은 분홍색(나머지 인물) 단령 차림의 좌안8분면으로 그려졌는데 이규채(李奎采) 상(像)만 정면상(正面像)이어서 그가 특별히 정면상을 요구한 것이 아닌가 한다. 갈색 선으로 얼굴의 윤곽과 이목구비, 주름을 그리고 그 선을 따라 살짝 운염한 방식은 18세기 초상화 양식과 상통한다. 각 인물의 외형적 특성은 얼굴색, 검버섯이나 주름, 수염 등에서 잘 표현되었다. 오랜 기간에 걸쳐 완성된 것이고 안면 윤곽선의 필치, 운염 효과의 강약, 의습선, 사모의 표현, 설채 등이 다소 차이가 있어서 여러 화가가 작업에 참여한 것으로 생각된다.
동경계회도는 기록에 비해 실제로 남아 있는 작품이 많지 않고, 알려진 17세기의 동경계회도는 화첩보다는 화축이 많고 모두 모임의 광경을 그린 것이서 비교가 된다. 이 <계미동경소진첩>은 계원들 각각의 반신초상화를 내용으로 한 화첩 형식이라는 점에서 매우 이례적이고 중요한 예이다. 따라서 이 작품은 18세기의 동경계첩으로서 매우 드문 예이며 개개인의 초상화를 그렸다는 점에서 18세기 후반 계첩의 다양한 제작 면모를 알려주는 귀중한 예이다. 개장되거나 내용이 흐트러진 흔적없이 원래의 모습을 잘 보유하고 있다는 점에서도 중요한 가치를 지녀 서울특별시 유형문화재로 지정되었다.

## 같이 보기
- 한익모

## 참고 자료
- 계미동경소진첩 - 국가유산청 국가유산포털